# Fushun
Fushun (chineză: 抚顺, franceză Fouchouen) este un oraș situat în NE provinciei chineze Liaoning, la o distanță de aproximativ 45 km de Shenyang. Cu o populație care depășește 2,000,000 de locuitori(2004), este unul dintre primele 31 de orașe ale Chinei.
Din punct de vedere economic, Fushun se înscrie între orașele importante prin care se încearcă modernizarea țării. Este recunoscut drept fiind capitala chineză a cărbunelui. Pe lângă exploatarea minieră, industria petrolului, industria chimică, industria producătoare de mașini și de electronice, joacă roluri importante în viața orașului. Mai mult de 63% din populație lucrează în sectorul industrial. 

## Istoria
Până în anul 1905, Rusia a avut cel mai important rol în economia acestui oraș, rol care i-a aparținut ulterior, până în anul 1945 Japoniei.

## Education
Dintre cele 10 universități care-și au sediul în Fushun, cea mai importantă este Universitatea de Petro-Chimie din Liaoing. În sistemul chinez de învățământ, această instituție ocupă locul al 123-lea.

## Personalități
Lei Feng, soldat al comunismului, rămas în memoria poporului chinez prin justețea și mărinimia gândirii. A murit în Fushun în anul 1962, la vârsta de doar 20 de ani. A fost un admirator al lui Mao Zedong. 

## Sports
FC Liaoning-datorită unor probleme economice și-a mutat sediul în Beijing.